# دیمتوتیازین
دیمتوتیازین (به انگلیسی: Dimetotiazine) (INN) دارویی از دسته فنوتیازین‌ها است که برای درمان میگرن استفاده می‌شود. این دارو آنتاگونیست سروتونین و هیستامین است.